# 608 v.Chr.
Het jaar 608 v.Chr. is een jaartal volgens de christelijke jaartelling.

## Gebeurtenissen

### Egypte
- Farao Necho II laat een kanaal graven van de Nijl naar de Golf van Suez, door 120.000 arbeiders.